# William Wakefield Baum
William Wakefield Baum, ameriški rimskokatoliški duhovnik, škof in kardinal, * 21. november 1926, Dallas, Teksas, † 23. julij 2015.

## Življenjepis
12. maja 1951 je prejel duhovniško posvečenje.
18. februarja 1970 je bil imenovan za škofa Springfield-Cape Girardeauja in 6. aprila istega leta je prejel škofovsko posvečenje.
5. marca 1973 je postal nadškof Washingtona in 9. maja istega leta je bil ustoličen.
24. maja 1976 je bil povzdignjen v kardinala in imenovan za kardinal-duhovnika S. Croce in via Flaminia.
18. marca 1980 je odstopil z nadškofovskega položaja, saj je bil istega dne imenovan za prefekta Kongregacije za katoliško vzgojo.
6. aprila 1990 je postal višji sodnik Apostolske penitenciarije; s tega položaja se je upokojil 22. novembra 2001.